# Hispano Americana de Ediciones
Hispano Americana de Ediciones, S.A., i en origen Casa Editorial Vecchi, va ser una editorial amb seu a Barcelona, sucursal de la italiana Lotario Vecchi Editore, que es va dedicar a la producció de fulletons i còmics. Destaca per haver popularitzat el còmic estatunidenc i del quadern d'aventures en el mercat de l'estat espanyol.

## Trajectòria editorial
Casa Editorial Vecchi va començar editant fulletons, com Arrojada en la noche de su boda (1918), Dick Norton: el héroe del Far-West (193?) o Al Capone. Los pistoleros de Chicago (1932). A mitjans decada dels anys trenta, i sota la direcció de Jorge Parenti, es va centrar en la producció de còmics com "Yumbo" (1934), "Aventurero " (1935) i "La Revista de Tim Tyler" (1936), que van presentar al públic espanyol el còmic d'aventures nord-americà. Al març d'aquest últim any va començar la col·lecció Las Grandes Aventuras, composta per quaderns de caràcter monogràfic que recopilaven les aventures prèviament serialitzades dels herois de la casa (Tim Tyler's Luck, Agente secreto X-9, Flash Gordon, Franck Buck, King i Tarzan). Amb això, i en paraules de l'historiador Antonio Martín:
| «                 | Demostrava la seva clara visió econòmica del món dels còmics. A l'abaratiment del producte acabat concorren l'eliminació dels equips de redacció, el baix cost de les planxes, l'acceptació per part del públic, que permet elevar els tiratges, i tot això serveix per donar dimensió popular i autèntica difusió al gènere de les lectures barates, que en utilitzar el material americà assoleixen una qualitat narrativa i d'expressió superior al tipus de còmics fins aleshores publicats. | » |
| — Antonio Martín, | |   |

Postguerra
Després de la Guerra Civil Espanyola, Hispano Americana va intentar rellançar els seus còmics anteriors, però no va aconseguir el permís de publicació periòdica, així que es va centrar en la producció de quaderns d'aventures, distribuïts en tres col·leccions:
- Col·lecció de les Grandes Aventuras, a 1,50 pessetes: Flash Gordon, Franck Buck, El Hombre Enmascarado, Tarzán, etc.

- Col·lecció Audaz, a 60 cèntims: Popeye;
- Col·lecció d'Aventuras y Misterio, també a 60 cèntims: Juan Centella, Ciclón el Superhombre, Jorge i Fernando, etc.[2]

El 1943 va aconseguir comprar la revista Leyendas Infantiles, que va modelar al seu estil, i tres anys més tard, va rellançar Aventurero, però amb un èxit escàs. Malgrat aquest fracàs, va continuar sent una de les editorials més importants en el seu mercat, al costat de l'Editorial Bruguera, Ediciones Cliper i Ediciones Toray.
En 1950 va llançar una col·lecció de quadernets titulada "Humor de bolsillo" que incloïa obres humorístiques de Pedro Alférez, Ardel, Emilio Boix, Conti, Iranzo, Ponti i Vázquez.
A finals dels cinquanta, va adquirir els drets i va continuar la publicació de dues reeixides revistes d'Edicions Clíper: "Florita" i "Jumbo".
Hispano Americana de Ediciones va tancar el 1962.

## Col·leccions de còmics
| Títol                              | Any  | Guionista         | Dibuixant    | Exemplars        | Mida    | Preu facial en pessetes                      |
| ---------------------------------- | ---- | ----------------- | ------------ | ---------------- | ------- | -------------------------------------------- |
| Agente Secreto X-9                 | 1941 | Dashiell Hammett  | Alex Raymond | 14               | 21 x 32 |                                              |
| Álbumes preferidos por la juventud | 1942 | Varios            | Varios       | 19               | 21 x 32 |                                              |
| Alas de acero                      | 1947 | Bob Kane          | Bob Kane     | 3                | 17 x 24 |                                              |
| Agente Secreto                     | 1957 |                   | Mell Graff   | 58               | 17 x 24 |                                              |
| Suchai, el pequeño limpiabotas     | 1949 | Tristiano Torelli | F. Paludetti | 226+ 1 Almanaque | 8 x 17  | 1,25 inicial y fue subiendo hasta 1,50 ptas. |